# James W. Overstreet

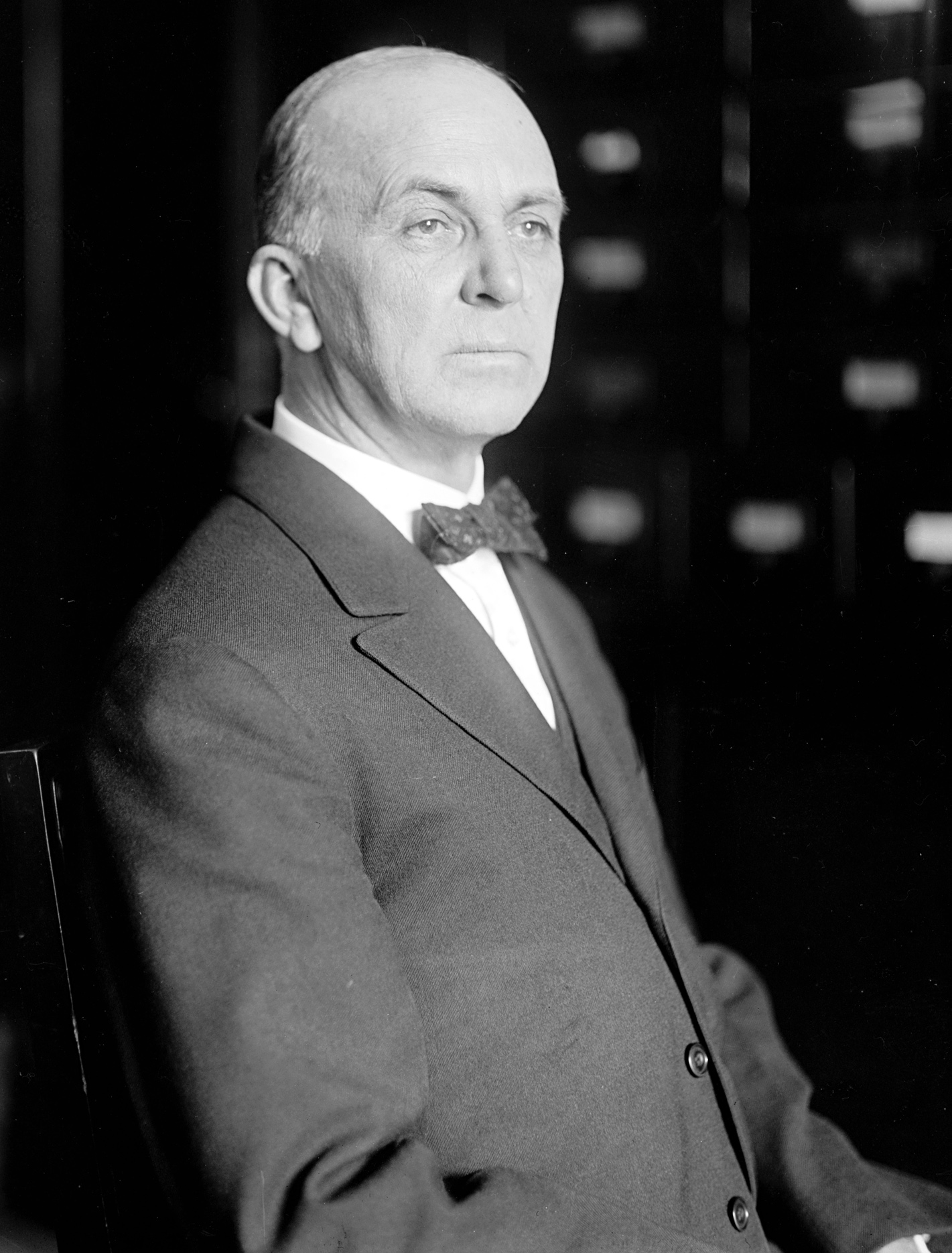
James W. Overstreet

James Whetstone Overstreet (* 28. August 1866 bei Sylvania, Screven County, Georgia; † 4. Dezember 1938 ebenda) war ein US-amerikanischer Politiker. Zwischen 1906 und 1907 sowie nochmals von 1917 bis 1923 vertrat er den Bundesstaat Georgia im US-Repräsentantenhaus.

## Werdegang
James Overstreet wurde auf einer Farm in der Nähe von Sylvania geboren. Er besuchte die öffentlichen Schulen seiner Heimat einschließlich der Sylvania High School. Danach studierte er bis 1888 an der Mercer University. Nach einem anschließenden Jurastudium und seiner im Jahr 1892 erfolgten Zulassung als Rechtsanwalt begann er in Sylvania in seinem neuen Beruf zu arbeiten. Gleichzeitig begann er als Mitglied der Demokratischen Partei eine politische Laufbahn.
In den Jahren 1898 und 1899 saß Overstreet als Abgeordneter im Repräsentantenhaus von Georgia. Von 1905 bis 1906 war er Vorstandsmitglied seiner Partei. Zwischen 1902 und 1906 amtierte er als städtischer Richter in Sylvania. Nach dem Tod des langjährigen Abgeordneten Rufus E. Lester wurde er bei der fälligen Nachwahl für den ersten Sitz von Georgia als dessen Nachfolger in das US-Repräsentantenhaus in Washington, D.C. gewählt. Dort trat er am 3. Oktober 1906 sein neues Mandat an. Bis zum 3. März 1907 beendete er die angebrochene Legislaturperiode im Kongress. Dann wurde der bei den regulären Wahlen des Jahres 1906 gewählte Charles Gordon Edwards sein Nachfolger im US-Repräsentantenhaus.
In den folgenden Jahren arbeitete James Overstreet wieder als Anwalt in Sylvania. 1912 war er Delegierter zur Democratic National Convention in Baltimore, auf der Woodrow Wilson als Präsidentschaftskandidat nominiert wurde. Bei den Kongresswahlen von 1916 wurde er erneut im ersten Distrikt von Georgia in das US-Repräsentantenhaus gewählt. Dort löste er am 4. März 1917 Charles Edwards wieder ab. Nach zwei Wiederwahlen konnte er bis zum 3. März 1923 drei volle Legislaturperioden im Kongress absolvieren. In diese Zeit fiel der Erste Weltkrieg. Damals wurden auch der 18. und der 19. Verfassungszusatz verabschiedet. Dabei ging es um das Verbot des Alkoholhandels und die bundesweite Einführung des Frauenwahlrechts.
Für die Wahlen von 1922 wurde James Overstreet von seiner Partei nicht für eine weitere Legislaturperiode im Kongress nominiert. In den folgenden Jahren arbeitete er wieder als Anwalt. Politisch ist er nicht mehr in Erscheinung getreten. James Overstreet starb im Dezember 1938 in Sylvania und wurde dort auch beigesetzt. Er war mit Dicie Nunally (1879–1958) verheiratet, das Paar hatte einen Sohn. 